# Agropyron desertorum
Agropyron desertorum là một loài thực vật có hoa trong họ Hòa thảo. Loài này được (Fisch. ex Link) Schult. mô tả khoa học đầu tiên năm 1824.

## Hình ảnh

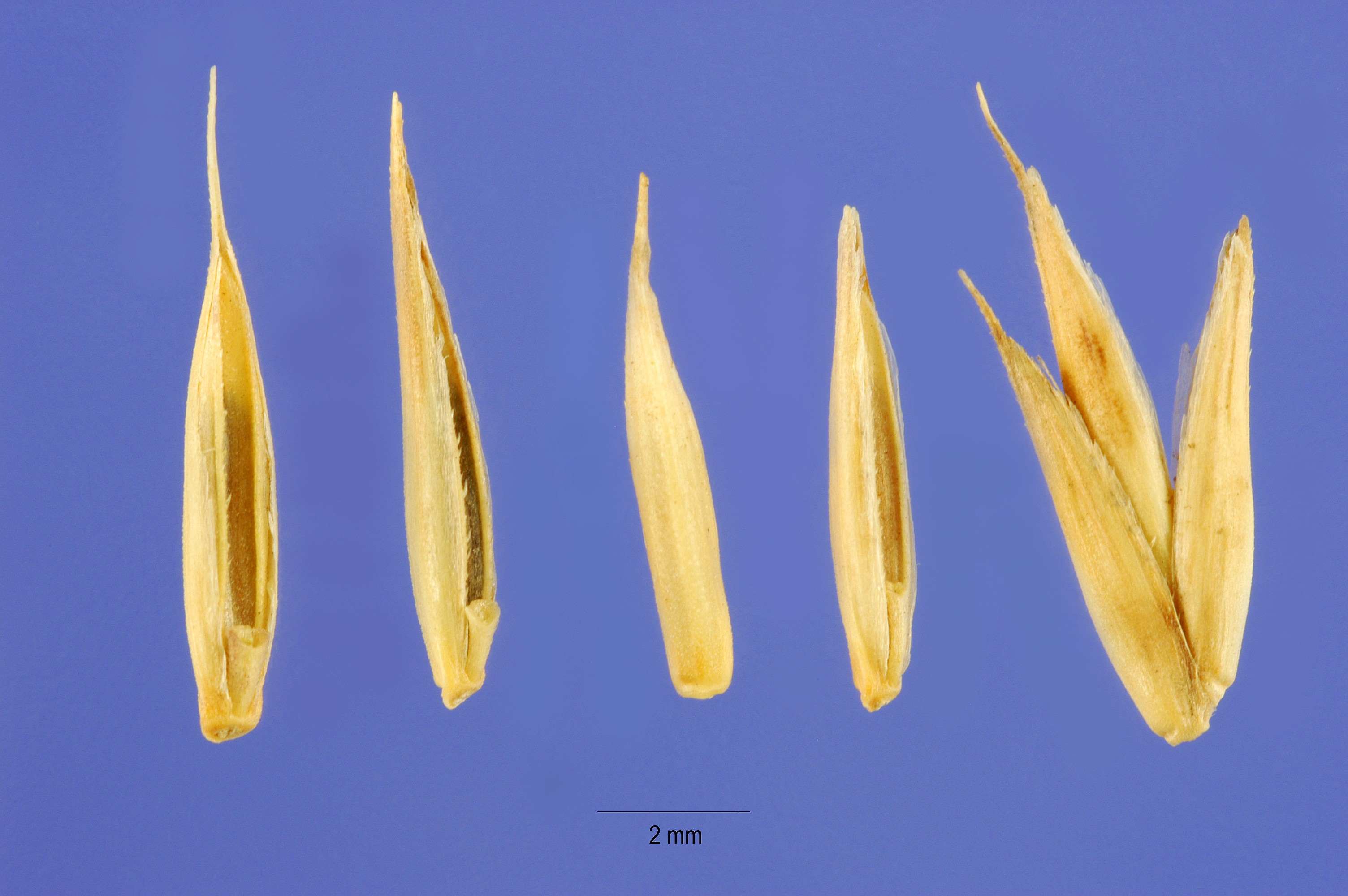